# Kryterium Condorceta
Kryterium Condorceta – w teorii wyboru społecznego, cecha metod wyborczych, opisująca czy prowadzą do wybrania zwycięzców Condorceta, czyli tych opcji, które wygrywają w głosowaniach między wszystkimi parami alternatyw. Kryterium to odzwierciedla ustalenia francuskiego matematyka i filozofa z XVIII wieku, Nicolasa Condorceta.
Nie w każdej sytuacji da się określić tak zdefiniowanych zwycięzców. Ten problem może wystąpić wskutek cykliczności preferencji, co jest podstawą paradoksu Condorceta. Kryterium nie gwarantuje więc rozstrzygnięcia wyborów, i nie definiuje samodzielnie kompletnej metody głosowania. Zaproponowano szereg metod condorcetowskich, które są uzupełnione o różne sposoby rozwiązania paradoksu i mają na celu jednoznaczne wyłanianie zwycięzców spośród opcji spełniających kryterium Condorceta.

## Historia
Wczesny opis metody ustalenia zwycięzcy głosowania przez porównanie poparcia parami, zgodnej z koncepcjami Condorceta, przedstawił już w 1299 średniowieczny filozof Rajmund Llull w traktacie De Arte Eleccionis. Ten sam autor opisał też system głosowania identyczny z metodą Bordy w powieści Blanquerna z ok. 1283. Nie towarzyszyło temu jednak matematyczne ani logiczne uzasadnienie dla stosowania tych procedur.
Analityczny opis zagadnienia sformułował w 1785 Condorcet, francuski myśliciel i orędownik demokracji, w pracy Essai sur l’application de l’analyse à la probabilité des décisions rendues à la pluralité des voix. Przekonywał w niej o wartości demokratycznych metod, wyprowadzając twierdzenie Condorceta o ławie przysięgłych. Argumentował o sensowności uznania za zwycięską takiej opcji w wyborach, która wygrałaby z każdą z alternatyw w osobnych głosowaniach parami. Dostrzegał przy tym, że wyznaczenie takiej opcji nie jest możliwe, gdy preferencje są cykliczne (analogicznie do potrójnego cyklu w grze w papier, kamień, nożyce, jak to opisał np. Saari). W dalszej części tekstu przedstawił niekompletny zarys rozwiązania tego problemu; według opracowania Hamana, podobne do tego szkicu są np. rozwinięte później metoda maksyminu i metoda Copelanda.
W ciągu następnych stuleci badacze przedstawili wiele propozycji metod condorcetowskich; wszystkie spełniają kryterium Condorceta, jednak niektóre odbiegają od dodatkowych, pobocznych koncepcji tego myśliciela.

## Opis formalny
Zgodnie z notacją Fishburna, formalna definicja klasycznego kryterium Condorceta określa, że przy relacji większościowego zwycięstwa w zestawieniu parami {\displaystyle W_{p},} funkcja wyboru społecznego {\displaystyle C} jest condorcetowska wtedy i tylko wtedy, gdy dla dowolnych zbiorów alternatyw {\displaystyle A} i preferencji {\displaystyle p}:
{\displaystyle C(A,p)=\{x\},} gdzie {\displaystyle \forall y\in A\setminus \{x\}:x\in A\land xW_{p}y,}
to znaczy gdy wybiera dokładnie taki zbiór, w którym znajduje się jedynie opcja wygrywająca w głosowaniu większościowym z każdą inną alternatywą.
Fishburn opisał także dodatkowe warianty kryterium, które zaproponowano w 20 wieku:
Kryterium Smitha: jeśli {\displaystyle A} można podzielić na niepuste podzbiory {\displaystyle A_{1}} i {\displaystyle A_{2},} gdzie {\displaystyle a_{1}W_{p}a_{2}} dla wszystkich {\displaystyle a_{1}\in A_{1}} i {\displaystyle a_{2}\in A_{2},} to {\displaystyle A_{2}\cap C(A,p)=\varnothing .} Spełniająca to kryterium funkcja musi wybierać tylko najmniejszy zbiór alternatyw, które wygrywają ze wszystkimi opcjami spoza tego zbioru.
Inkluzywne kryterium (słabego zwycięzcy) Condorceta: poza warunkami klasycznej formy kryterium, {\displaystyle \{x\in A:\nexists yW_{p}x\}\subseteq C(A,p),} gdy drugi zbiór nie jest pusty.
W notacji Hamana, jeśli w zbiorze alternatyw {\displaystyle B} istnieje podzbiór słabych zwycięzców Condorceta {\displaystyle (SZC),} czyli alternatywy nieprzegrywające w głosowaniu większościowym parami z żadnymi opcjami należącymi do {\displaystyle B,} to co najmniej jedna z nich powinna należeć do zbioru alternatyw wybranych przez funkcję wyboru społecznego {\displaystyle w,} przy zbiorze preferencji {\displaystyle \Re } i relacji przewagi preferencji {\displaystyle M}:
{\displaystyle {\begin{alignedat}{0}SZC=\{x\in B:\forall y\in B\sim (yMx)\}\\SZC\neq \varnothing \to w(\Re ,B)\cap SZC\neq \varnothing \end{alignedat}}}
Jest to osłabiona forma tego kryterium, ponieważ inaczej niż wersja Fishburna, nie wymaga aby wszystkie elementy {\displaystyle SZC} zostały wybrane.
Ekskluzywne kryterium (słabego zwycięzcy) Condorceta: {\displaystyle C(A,p)\subseteq {x\in A:yW_{p}x,\nexists y\in A},} gdy drugi zbiór nie jest pusty.
W notacji Hamana, jeśli zbiór {\displaystyle SZC} nie jest pusty, to żadna opcja spoza niego nie powinna zostać wybrana:
{\displaystyle {\begin{alignedat}{0}SZC=\{x\in B:\forall y\in B\sim (ymx)\}\\SZC\neq \varnothing \to w(\Re ,B)\subseteq SZC\end{alignedat}}}
Ścisłe kryterium Condorceta: {\displaystyle C(A,p)={x\in A:yW_{p}x,\nexists y\in A},} gdy drugi zbiór nie jest pusty.
Zwycięzcy Condorceta wygrywają ze wszystkimi alternatywami; „słabi” zwycięzcy Condorceta nie przegrywają z żadną. O ile preferencje są przechodnie lub antycykliczne, to w zbiorze alternatyw muszą znajdować się są co najmniej słabi wyborcy Condorceta.
Klasyczne kryterium Condorceta mieści się w kryterium inkluzywnym, które jest z kolei implikowane przez kryterium ekskluzywne, a ono przez ścisłą postać. Zbiór generowany przez kryterium Smitha mieści zbiór słabych zwycięzców Condorceta; są tożsame i zachodzi między nimi jednostronna implikacja, gdy preferencje są przechodnie.
Według Fishburna, spośród różnych postaci kryterium najbardziej przekonujące normatywnie jest kryterium Smitha. Haman ocenia tak wersję klasyczną. Zaznacza jednak przy tym, że opcja uznana według niej za zwycięską, „nie musi być alternatywą »słuszną«, »korzystną« lub »sprawiedliwą«, [a kandydat] »najkompetentniejszy« i »najlepszy«”. Metody condorcetowskie gwarantują jednak co najmniej stabilność, ugruntowaną w autentycznym większościowym poparciu.
Dane z głosowania mogą być przedstawione w macierzy {\displaystyle WP} (wielkości przewagi w głosowania większościowym na parach alternatyw), lub macierzy {\displaystyle WG} (wyników głosowania większościowego). Dla mocnego zwycięzcy wszystkie wyrazy odpowiedniego wiersza poza główną przekątną mają wartości dodatnie; dla słabego zwycięzcy są nieujemne.

## Spełnianie kryterium Condorceta

### Metody spełniające kryterium Condorceta
- metoda Schulzego
- metoda Blacka (ang. Black method)
- Copeland’s method(inne języki)
- Dodgson’s method(inne języki)
- Kemeny-Young method(inne języki)
- Minimax Condorcet(inne języki)
- Nanson’s method(inne języki)
- Minimax Condorcet(inne języki) (Smith/minimax)
- Ranked Pairs(inne języki)

### Metody niespełniające kryterium Condorceta
- Approval voting(inne języki),
- metoda Bordy
- ordynacja ocenowa
- plurality voting(inne języki)
- metoda natychmiastowej dogrywki (instant-runoff voting(inne języki))
- metoda Bucklina (Bucklin voting(inne języki))